# Bimbo Coles
Vernell Eufaye Coles, detto Bimbo (Covington, 22 aprile 1968), è un ex cestista e allenatore di pallacanestro statunitense, professionista nella NBA.

## Carriera
Venne selezionato dai Sacramento Kings al secondo giro del Draft NBA 1990 (40ª scelta assoluta).

## Statistiche

### College
| Anno      | Squadra           | PG  | PT | MP   | TC%  | 3P%  | TL%  | RP  | AP  | PRP | SP  | PP   |
| --------- | ----------------- | --- | -- | ---- | ---- | ---- | ---- | --- | --- | --- | --- | ---- |
| 1986-1987 | Virg. Tech Hokies | 28  | 18 | 26,9 | 41,2 | 0,0  | 71,6 | 3,0 | 4,0 | 1,2 | 0,2 | 10,0 |
| 1987-1988 | Virg. Tech Hokies | 29  | 29 | 34,1 | 44,3 | 32,3 | 74,1 | 3,6 | 5,9 | 2,1 | 0,2 | 24,2 |
| 1988-1989 | Virg. Tech Hokies | 27  | 27 | 34,2 | 45,5 | 37,3 | 78,5 | 4,1 | 5,2 | 1,9 | 0,1 | 26,6 |
| 1989-1990 | Virg. Tech Hokies | 31  | -  | 37,0 | 40,4 | 30,7 | 73,8 | 4,7 | 3,9 | 2,3 | 0,4 | 25,3 |
| Carriera  | Carriera          | 115 | 74 | 33,2 | 42,9 | 32,4 | 74,8 | 3,9 | 4,8 | 1,9 | 0,2 | 21,6 |

### NBA

#### Regular season
| Anno      | Squadra             | PG  | PT  | MP   | TC%  | 3P%  | TL%  | RP  | AP  | PRP | SP  | PP   |
| --------- | ------------------- | --- | --- | ---- | ---- | ---- | ---- | --- | --- | --- | --- | ---- |
| 1990-1991 | Miami Heat          | 82  | 9   | 16,5 | 41,2 | 17,6 | 74,7 | 1,9 | 2,8 | 0,8 | 0,1 | 4,9  |
| 1991-1992 | Miami Heat          | 81  | 28  | 24,4 | 45,5 | 19,2 | 82,4 | 2,3 | 4,5 | 0,9 | 0,2 | 10,1 |
| 1992-1993 | Miami Heat          | 81  | 37  | 27,6 | 46,4 | 30,7 | 80,5 | 2,0 | 4,6 | 1,0 | 0,1 | 10,6 |
| 1993-1994 | Miami Heat          | 76  | 4   | 22,7 | 44,9 | 20,2 | 77,9 | 2,1 | 3,5 | 1,0 | 0,2 | 7,7  |
| 1994-1995 | Miami Heat          | 68  | 65  | 32,5 | 43,0 | 21,1 | 81,0 | 2,8 | 6,1 | 1,5 | 0,2 | 10,0 |
| 1995-1996 | Miami Heat          | 52  | 52  | 36,2 | 41,3 | 36,6 | 80,3 | 3,9 | 5,7 | 1,2 | 0,2 | 12,8 |
| 1995-1996 | G.S. Warriors       | 29  | 3   | 25,3 | 39,9 | 30,5 | 76,3 | 2,0 | 4,3 | 1,1 | 0,2 | 7,9  |
| 1996-1997 | G.S. Warriors       | 51  | 13  | 23,2 | 38,9 | 29,4 | 75,5 | 2,3 | 2,9 | 0,7 | 0,1 | 6,1  |
| 1997-1998 | G.S. Warriors       | 53  | 44  | 27,8 | 37,9 | 22,8 | 88,6 | 2,3 | 4,7 | 1,0 | 0,2 | 8,0  |
| 1998-1999 | G.S. Warriors       | 48  | 32  | 26,5 | 44,2 | 24,0 | 82,2 | 2,4 | 4,6 | 0,9 | 0,2 | 9,5  |
| 1999-2000 | Atlanta Hawks       | 80  | 54  | 24,1 | 45,5 | 20,5 | 81,7 | 2,2 | 3,6 | 0,7 | 0,1 | 8,1  |
| 2000-2001 | Cleveland Cavaliers | 47  | 0   | 17,1 | 38,1 | 12,5 | 85,7 | 1,0 | 2,9 | 0,6 | 0,1 | 4,9  |
| 2001-2002 | Cleveland Cavaliers | 47  | 1   | 14,7 | 38,4 | 20,0 | 89,2 | 1,2 | 2,3 | 0,3 | 0,1 | 3,2  |
| 2002-2003 | Cleveland Cavaliers | 21  | 11  | 24,6 | 28,6 | 28,0 | 79,4 | 2,3 | 2,7 | 0,5 | 0,2 | 4,9  |
| 2002-2003 | Boston Celtics      | 14  | 0   | 12,5 | 44,9 | 0,0  | 100  | 0,8 | 1,1 | 0,4 | 0,0 | 3,7  |
| 2003-2004 | Miami Heat          | 22  | 1   | 7,7  | 35,3 | -    | 66,7 | 0,5 | 0,7 | 0,1 | 0,0 | 1,3  |
| Carriera  | Carriera            | 852 | 354 | 23,8 | 42,5 | 26,7 | 81,1 | 2,1 | 3,9 | 0,9 | 0,2 | 7,8  |

#### Play-off
| Anno     | Squadra        | PG | PT | MP   | TC%  | 3P%  | TL%  | RP  | AP  | PRP | SP  | PP   |
| -------- | -------------- | -- | -- | ---- | ---- | ---- | ---- | --- | --- | --- | --- | ---- |
| 1992     | Miami Heat     | 3  | 0  | 15,0 | 70,0 | 100  | 80,0 | 2,3 | 2,0 | 1,0 | 0,0 | 7,7  |
| 1994     | Miami Heat     | 5  | 0  | 28,0 | 53,2 | 25,0 | 78,3 | 2,8 | 3,4 | 1,4 | 0,2 | 13,8 |
| 2003     | Boston Celtics | 3  | 0  | 3,0  | 0,0  | 0,0  | -    | 0,3 | 0,7 | 0,0 | 0,0 | 0,0  |
| Carriera | Carriera       | 11 | 0  | 17,6 | 52,5 | 28,6 | 78,8 | 2,0 | 2,3 | 0,9 | 0,1 | 8,4  |